# Jong PSV
Jong PSV is het tweede elftal van PSV, met voornamelijk spelers die nog niet in aanmerking komen voor een plaats in de eerste selectie. Het team komt sinds 2013 uit in de Nederlandse Eerste divisie. Eerder speelde het in de Beloften Eredivisie. Wedstrijden worden afgewerkt op De Herdgang (2.500 plaatsen). Enkele wedstrijden worden ook gespeeld in het Philips Stadion en in het Jan Louwers Stadion, het stadion van FC Eindhoven.

## Geschiedenis
Voordat Jong PSV toetrad tot de Eerste divisie, kwam het uit in de beloftencompetitie. Hierin wist het elftal viermaal kampioen te worden; 1997, 2000, 2010 en 2011.
Jong PSV trad met ingang van het seizoen 2013/14 toe tot de Eerste divisie. Dat was eveneens de eerste jaargang sinds de invoering van het betaalde voetbal waarin de KNVB jeugdteams toeliet tot deze competitie. Volgens de regels van de KNVB diende het elftal te bestaan uit spelers tot 23 jaar aangevuld met maximaal drie veldspelers en één doelman ouder dan 23 jaar. Door in speelronde tien tot en met achttien twintig punten te halen, won Jong PSV datzelfde seizoen de tweede periode. Daarmee werd het als eerste 'Jong'-team ooit periodekampioen in de Eerste divisie. Waar dit voor reguliere Eerstedivisieteams kwalificatie voor de nacompetitie betekent, waren de Jong-teams (op dat moment Jong PSV, Jong Ajax en Jong Twente) hier bij voorbaat al van uitgesloten.
Jong PSV werd in de eerste negen wedstrijden van het seizoen 2016/17 voor de tweede keer periodekampioen in de Eerste divisie. Met zes overwinningen en drie gelijke spelen behaalde de ploeg ditmaal 21 punten, drie meer dan nummer twee VVV-Venlo. Kwalificatie voor de nacompetitie was nog steeds niet mogelijk en ging daarom naar de Limburgse club. Jong PSV eindigde dit seizoen op de vierde plaats in de Eerste divisie, de hoogste eindpositie tot op dat moment.
In 2025 is er een klein stadion gebouwd op PSV Campus De Herdgang. Jong PSV speelt zijn wedstrijden sinds dat seizoen in dit nieuwe stadion.

### Regels beloftenteams
Op 7 juni 2018 maakte de KNVB bekend dat er een aantal nieuwe regels van toepassing zijn op de selecties van de Jong teams in het betaalde voetbal en amateurvoetbal.
- In de eerste divisie mogen niet meer dan 4 Jong teams spelen.
- Alleen spelers jonger dan 24 jaar mogen nog uitkomen in de Jong teams. Dit om de competities eerlijker te maken.

Aanvullend op bovenstaande regels:
- spelers van 18, 19 en 20 jaar mogen niet meer in Jong spelen als ze in 18 wedstrijden in het 1e elftal hebben gespeeld.
- Spelers van 21 en 22 jaar mogen niet meer in Jong spelen als ze in zeven wedstrijden in het 1e elftal hebben gespeeld.

#### Kledingsponsor
Nike werd in 1995 kledingsponsor van PSV, tot en met het seizoen 2014-2015. PSV sloot vervolgens een akkoord met Umbro tot en met 2019-2020. Sindsdien is Puma de kledingsponsor. De tenues van Jong PSV zijn hetzelfde als die van PSV, al kunnen de sponsoren verschillen.
| Periode   | Kledingsponsor | Shirtsponsor                       | Shirtsponsor rug | Shirtsponsor mouw links | Shirtsponsor mouw rechts | Shirtsponsor nek |
| --------- | -------------- | ---------------------------------- | ---------------- | ----------------------- | ------------------------ | ---------------- |
| 2013-2015 | Nike           | Philips                            | Freo             |                         |                          |                  |
| 2015-2016 | Umbro          | Philips                            |                  |                         |                          |                  |
| 2016-2017 | Umbro          | energiedirect.nl                   | Philips          |                         |                          |                  |
| 2017-2018 | Umbro          | energiedirect.nl                   | Philips          | PSV Energie             |                          |                  |
| 2018-2019 | Umbro          | energiedirect.nl                   | Philips          |                         |                          |                  |
| 2019-2020 | Umbro          | Metropoolregio Brainport Eindhoven | Philips          |                         |                          |                  |
| 2020-2021 | Puma           | Metropoolregio Brainport Eindhoven | Philips          |                         |                          |                  |
| 2021-2023 | Puma           | Metropoolregio Brainport Eindhoven |                  | Philips                 |                          |                  |
| 2023-2025 | Puma           | Metropoolregio Brainport Eindhoven | ED CO            | Philips                 |                          |                  |
| 2025-2026 | Puma           | Metropoolregio Brainport Eindhoven | ED CO            | Philips                 | Beterbaan.nl             |                  |

## Erelijst
| Competitie                       | Winnaar                | Winnaar               |
| Competitie                       | Aantal                 | Jaren                 |
| -------------------------------- | ---------------------- | --------------------- |
| Landskampioen Beloften           | 2×                     | 2010, 2011 (Jong PSV) |
| Reservekampioen                  | 2×                     | 1997, 2000 (PSV 2)    |
| Districtsbeker Zuid I            | 2×                     | 1983, 1984            |
| Algemene amateurs KNVB Beker     | 1× verliezend finalist | 1984                  |
| Beloften KNVB Beker              | 3×                     | 2001, 2005, 2008      |
| Premier League International Cup | 1×                     | 2023                  |

## Selectie en technische staf 2024/2025[2]

### Selectie
Bijgewerkt tot 3 juli 2024
| Nat.                        | Naam                  | Positie | Eerste divisie | Eerste divisie | Contract     | Vorige club         | Debuut (Sinds deelname Eerste divisie) |
| Nat.                        | Naam                  | Positie | Wed            | Goal           | Contract     | Vorige club         | Debuut (Sinds deelname Eerste divisie) |
| Keepers                     | Keepers               | Keepers | Keepers        | Keepers        | Keepers      | Keepers             | Keepers                                |
| --------------------------- | --------------------- | ------- | -------------- | -------------- | ------------ | ------------------- | -------------------------------------- |
| Vlag van België             | Kjell Peersman*       | DM      | 35             | 0              | 30 juni 2026 | Jeugdopleiding      | 10 januari 2022                        |
| Vlag van Nederland          | Niek Schiks*          | DM      | 41             | 0              | 30 juni 2027 | Jeugdopleiding      | 5 september 2022                       |
| Vlag van Nederland          | Roy Steur             | DM      | 4              | 0              | 30 juni 2025 | Bayer 04 Leverkusen | 17 april 2023                          |
| Vlag van Nederland          | Tijn Smolenaars       | DM      | 1              | 0              | 30 juni 2025 | Jeugdopleiding      | 6 januari 2023                         |
| Verdedigers                 |                       |         |                |                |              |                     |                                        |
| Vlag van Nederland          | Emmanuel van de Blaak | CV      | 54             | 2              | 30 juni 2025 | Jeugdopleiding      | 16 augustus 2021                       |
| Vlag van Turkije            | Muhlis Dağaşan        | CV      | 17             | 1              | 30 juni 2025 | Jeugdopleiding      | 18 augustus 2023                       |
| Vlag van België             | Matteo Dams           | CV      | 45             | 1              | 30 juni 2025 | Jeugdopleiding      | 21 januari 2022                        |
| Vlag van Nederland          | Reda El Meliani       | RV      | 9              | 0              | 30 juni 2024 | Jeugdopleiding      | 14 augustus 2023                       |
| Middenvelders               |                       |         |                |                |              |                     |                                        |
| Vlag van Nederland          | Tygo Land             | CM      | 26             | 4              | 30 juni 2025 | Sc Heerenveen       | 14 augustus 2023                       |
| Vlag van Nederland          | Tim van den Heuvel    | CM      | 26             | 1              | 30 juni 2026 | Jeugdopleiding      | 17 november 2022                       |
| Vlag van België             | Enzo Geerts           | CM      | 20             | 0              | 30 juni 2025 | Jeugdopleiding      | 20 januari 2023                        |
| Vlag van Trinidad en Tobago | Dantaye Gilbert       | CM      | 18             | 5              | 30 juni 2025 | San Juan Jabloteh   | 15 september 2023                      |
| Aanvallers                  |                       |         |                |                |              |                     |                                        |
| Vlag van Turkije            | Emir Bars             | LB      | 29             | 1              | 30 juni 2025 | Jeugdopleiding      | 14 augustus 2023                       |
| Vlag van Nederland          | Jamal Gonzaga         | LB      | 6              | 0              | 30 juni 2025 | Jeugdopleiding      | 19 mei 2023                            |
| Vlag van Nederland          | Jesper Uneken         | SP      | 32             | 8              | 30 juni 2025 | Jeugdopleiding      | 6 maart 2023                           |
| Vlag van Nederland          | Jevon Simons          | RB      | 28             | 11             | 30 juni 2025 | Jeugdopleiding      | 14 augustus 2023                       |
| Vlag van Nederland          | Julian Kwaaitaal      | RB      | 32             | 8              | 30 juni 2024 | Jeugdopleiding      | 1 september 2023                       |
| Vlag van Israël             | Tai Abed              | RB      | 24             | 4              | 30 juni 2024 | Maccabi Tel Aviv FC | 14 augustus 2023                       |
| Vlag van Nederland          | Iggy Houben           | RB      | 17             | 0              | 30 juni 2025 | Jeugdopleiding      | 24 april 2023                          |

Spelers met een * zijn ook lid van de A-selectie.

### Technische staf
| Naam               | Functie           |
| ------------------ | ----------------- |
| Alfons Groenendijk | Hoofdtrainer      |
| Wilfred Bouma      | Assistent-trainer |
| Theo Lucius        | Assistent-trainer |
| Kevin Begois       | Keeperstrainer    |
| Seppe Torfs        | Performance coach |
| Ginola Alflen      | Videoanalist      |
| Jurrit Sanders     | Sport Science     |
| Toine Leijnse      | Fysio             |
| Tom Wiggers        | Clubarts          |

## Overzichtslijsten

### Eindklasseringen
- 2014 10e
Eerste divisie
- 2015 14e
Eerste divisie
- 2016 11e
Eerste divisie
- 2017 4e
Eerste divisie
- 2018 5e
Eerste divisie
- 2019 3e
Eerste divisie
- 2020 18e
Eerste divisie
- 2021 14e
Eerste divisie
- 2022 12e
Eerste divisie
- 2023 14e
Eerste divisie
- 2024 16e
Eerste divisie
- 2025 18e
Eerste divisie

In elke staaf van de grafiek staat van boven naar beneden vermeld: 
- Eindnotering

Dit is de positie die de club heeft bereikt in de competitie, zonder eventuele beslissings-, play-off- of nacompetitiewedstrijden die nodig zijn geweest om bijvoorbeeld de kampioen van de competitie te bepalen.
Indien een * achter het getal staat is de notering een tussenstand en kan het zijn dat de notering niet overeenkomt met de uiteindelijke eindstand van de competitie.
Staat er een - dan is het seizoen nog bezig en is er geen definitieve uitslag bekend.
Staat er xx op de positie van de notering, dan heeft de club vroegtijdig de competitie verlaten. Dit kan onder andere komen door terugtrekking van het team, faillissement van de club of door een uitgedeelde straf van de KNVB. In veel gevallen staat elders in het artikel de reden vermeld.
Staat er een ? dan is het resultaat uit het verleden onbekend, en is alleen de competitie of het niveau bekend van dat seizoen.
In de seizoenen 2019/20 en 2020/21 werd wegens de coronacrisis het amateurvoetbal afgebroken. Daardoor kennen deze staven geen eindklassering (middels -- weergegeven).
- Competitieniveau en afdelingsletter of Officiële eindstand Eredivisie
  - Competitieniveau en afdelingsletter

Hierbij geeft het getal het niveau weer, dat ook terug te vinden is in de legenda. De letter is de afdelingsaanduiding en wordt gebruikt wanneer er meer afdelingen zijn op hetzelfde niveau. De afdelingsletter is altijd een hoofdletter en wordt meestal zonder nummer gebruikt.
Voorbeeld: 2F is niveau 2e klasse competitie F.
Het competitieniveau en nummer wordt niet vermeld wanneer er slechts één competitie van dit niveau was.
  - Officiële eindstand Eredivisie (getal staat tussen haakjes vermeld)

Sinds de introductie van play-offwedstrijden voor Europees voetbal na afloop van de reguliere competitie in 2005/06, is de KNVB verplicht een eindstand van de Eredivisie door te geven aan de UEFA aan de hand van deze play-offwedstrijden.
Bij deze eindstand staan clubs die zich hebben gekwalificeerd voor Europees voetbal hoger dan clubs die zich niet wisten te kwalificeren. Indien er geen verschil was tussen de eindnotering en de officiële eindstand, staat dit getal niet vermeld.

- Onderafdeling

Hier staat afgekort de naam van de onderafdeling indien de club in dat jaar in een onderafdeling uitkwam. Tevens staat deze afkorting in de legenda en wordt gelinkt naar het artikel over deze onderafdeling. Deze afkorting wordt alleen vermeld wanneer de club in het verleden in verschillende onderafdelingen heeft gespeeld. Deze vermelding is in de staaf altijd in kleine letters. Deze onderafdelingen zijn na het seizoen 1995/96 afgeschaft. Heeft de club in slechts één onderafdeling gespeeld, dan is dit alleen terug te vinden in de legenda.
Onder de staaf staat het jaartal vermeld waarin het seizoen is afgesloten. 15 verwijst naar het seizoen 2014/15 of eventueel het seizoen 1914/15.
Wanneer een staaf leeg is, zijn deze gegevens niet bekend. Het kan ook zijn dat de club dat seizoen niet heeft meegespeeld op het hogere amateurniveau, vroegtijdig de competitie heeft verlaten of uit de competitie is gezet.

In het seizoen 1944/45 was er wegens de Tweede Wereldoorlog geen regulier competitievoetbal.
- Eerste divisie

### Seizoensoverzichten
| 2013/14 | Eerste divisie | 38 | 15 | 9  | 14 | 62 | 57 | 54 | 10e | Jong PSV treedt toe tot het betaald voetbal                                                           |
| 2014/15 | Eerste divisie | 38 | 11 | 13 | 14 | 50 | 56 | 46 | 14e | – |
| 2015/16 | Eerste divisie | 36 | 13 | 9  | 14 | 51 | 71 | 48 | 11e | – |
| 2016/17 | Eerste divisie | 38 | 20 | 9  | 9  | 66 | 35 | 69 | 4e  | – |
| 2017/18 | Eerste divisie | 38 | 19 | 7  | 12 | 76 | 54 | 64 | 5e  | – |
| 2018/19 | Eerste divisie | 38 | 18 | 9  | 11 | 77 | 59 | 63 | 3e  | – |
| 2019/20 | Eerste divisie | 29 | 5  | 7  | 17 | 34 | 56 | 22 | 18e | Door de coronacrisis is competitie niet afgemaakt. De tussenstand na 29 speelrondes werd de eindstand |
| 2020/21 | Eerste divisie | 38 | 10 | 10 | 18 | 54 | 65 | 40 | 14e | – |
| 2021/22 | Eerste divisie | 38 | 11 | 11 | 16 | 61 | 63 | 44 | 12e | – |
| 2022/23 | Eerste divisie | 38 | 12 | 9  | 17 | 59 | 63 | 45 | 14e | – |
| 2023/24 | Eerste divisie | 38 | 11 | 7  | 20 | 63 | 81 | 40 | 16e | – |

### Topscorers
- 2013/14:  Menno Koch (8)
0000000  Elvio van Overbeek (8)
- 2014/15:  Clint Leemans (6)
- 2015/16:  Steven Bergwijn (9)
- 2016/17:  Albert Guðmundsson (18)
- 2017/18:  Donyell Malen (13)
- 2018/19:  Joël Piroe (11)
- 2019/20:  Cyril Ngonge (7)
- 2020/21:  Fodé Fofana (8)
0000000  Kristófer Kristinsson (8)
- 2021/22:  Johan Bakayoko (17)
- 2022/23:  Jason van Duiven (15)

### Trainers
- 2013–2015:  Darije Kalezić
- 2015–2017:  Pascal Jansen
- 2017–2019:  Dennis Haar
- 2019–2021:  Peter Uneken
- 2021–2022:  Ruud van Nistelrooij
- 2022–2023:  Adil Ramzi
- 2023–2024  Wil Boessen

## Voetnoten
Abed ·
Bahaty ·
Bassey ·
Bawuah ·
Beerens ·
Van den Berg ·
Bouhoudane ·
Bresser ·
Van Duiven  ·
Fernandez ·
De Guzman ·
Van den Heuvel ·
Kluit ·
Kuhn ·
Merién ·
Monamay ·
Ngom ·
Van der Plas ·
Raap ·
Van de Riet ·
Sidibe ·
Smolenaars ·
Thomas ·
Verkooijen ·
Waayers ·
Coach: Schaars
· Assistent-coach: Bouma
· Assistent-coach: Wolf
· Keeperstrainer: Waterman
2013/14 · 2014/15 · 2015/16 · 2016/17 · 2017/18 · 2018/19 · 2019/20 · 2020/21 · 2021/22 · 2022/23 · 2023/24 · 2024/25 · 2025/26
ADO Den Haag ·
Almere City FC ·
FC Den Bosch ·
SC Cambuur ·
FC Dordrecht ·
FC Eindhoven ·
FC Emmen ·
De Graafschap ·
Helmond Sport ·
Jong Ajax ·
Jong AZ ·
Jong PSV ·
Jong FC Utrecht ·
MVV Maastricht ·
RKC Waalwijk ·
Roda JC Kerkrade ·
TOP Oss ·
Vitesse ·
VVV-Venlo ·
Willem II